# 葉山加地邸
葉山加地邸（はやまかちてい）は神奈川県三浦郡葉山町に所在する、建築家の遠藤新が設計した邸宅である。現存する遠藤作品の中でも最も貴重なものとされる。1928年（昭和3年）竣工。2017年（平成29年）に国の登録有形文化財に登録された。

## 概要
葉山加地邸は、1889年（明治22年）生まれの遠藤新が39歳の時、自由学園明日館に続き、自ら設計した自由学園目白講堂、旧山邑家住宅、甲子園会館（現：武庫川女子大学甲子園会館）など、質の高い建築を多数設計した充実期の作品。遠藤の設計コンセプトである「全一」に従い、建築から家具、照明器具にいたるまで高い総合性を実現した、きわめて密度の高い住宅作品である。

## 保存・再生
2016年（平成28年）に加地利夫の孫からヨネヤマが購入し、2020年（令和2年）に修復および改築を行い、宿泊施設となった。設計担当は株式会社カミヤアーキテクツおよび建築家・神谷修平。

## 受賞
- 日本空間デザイン賞 2021 受賞[7]。
- グッドデザイン賞 2021 受賞[8]。
- AACA賞 2021 特別賞[9]。
- iF-DESIGN AWARD 2022 受賞[10]。
- 映画「湯道」企画・脚本 小山薫堂による湯道百選に加地邸のお湯が選ばれる。
- お客様に選ばれた非日常体験Otonami AWARD2024に選ばれる。

## ロケーション撮影
- 『人間失格 太宰治と3人の女たち』松竹映画（2019年）[11]
- 『浮世の画家』NHK（2019年）[12]
- 『岸辺露伴は動かない』NHK（2020年 - 2022年）[13][14]
  - 『岸辺露伴 ルーヴルへ行く』アスミック・エース（2023年）
- 『和田家の男たち』テレビ朝日（2021年）[15]
- 『優しい音楽〜ティアーズ・イン・ヘブン 天国の君へ』テレビ東京（2022年）[16]
- 「ラストマン-全盲の捜査官-」TBS日曜劇場（2023年4月- ）
- スピッツ「ときめきpart1」ミュージックビデオ 2023年5月
- 「鶴瓶の家族に乾杯」NHK（2023年5月） 高橋一生
- 「じゅん散歩」（2024年7月） TV asahi 高田純次
- フランス高級品メーカーエルメスの香水「バレニア」ローンチイベント 2024年9月
- 「ダメマネ！ ーダメなタレント、マネジメントしますー」2025年4月20日 日テレ 竹中直人 (加地邸）